# Гуня (одежда)
Гу́ня (укр. гу́ня) — гуцульская прямая верхняя одежда из длинноворсового самодельного сукна с «фальшивыми» рукавами, которая набрасывалась на плечи.

## Изготовление
Гуня изготавливается из своеобразного лохматого сукна. Для её изготовления шерсть выпаривают в горячей воде З—5 часов, потом промывают в холодной речной воде. Высушенную шерсть ощипывают и чешут железными щётками. В результате получают два типа шерсти: лучшую и худшую. Из лучшей шерсти изготавливают тонкие нитки, которые скручивают вдвое и разрезают на отрезки по 30—35 см, которые протягивают через станок лодочкой через три нити таким образом, чтобы правая сторона сукна был лохматой, а левая — гладкой.